# Epítopo lineal

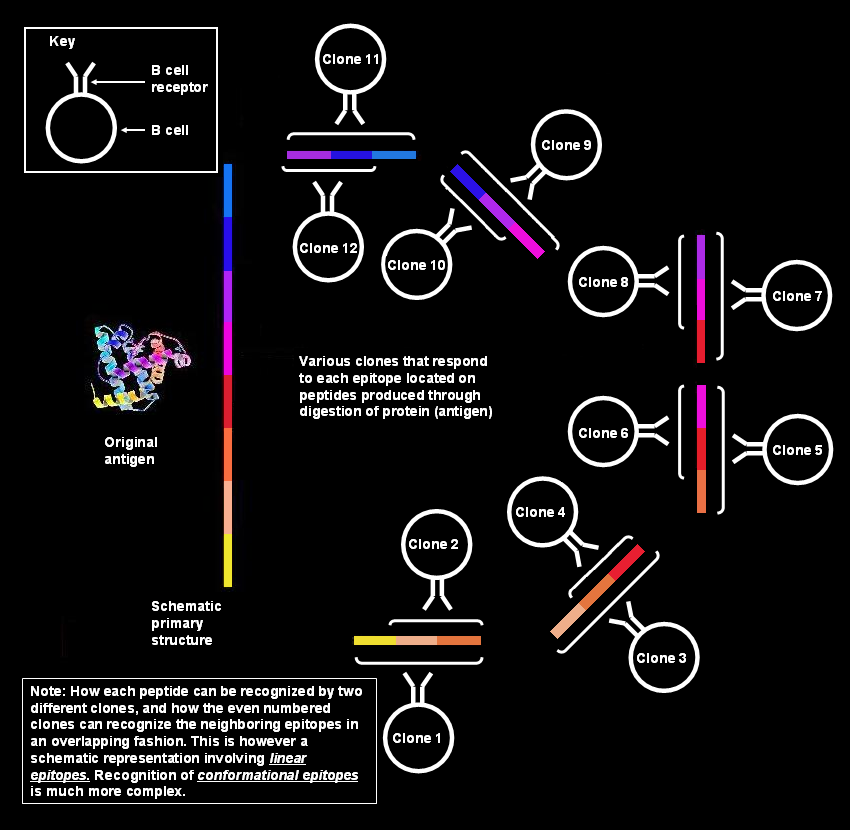
Reconocimiento de epítopos de forma lineal. Nota: el mismo segmento de proteína (de color) puede ser parte de más de un epítopo

Un epítopo lineal o secuencial es un epítopo que es reconocido por anticuerpos por su secuencia lineal de aminoácidos o estructura primaria. Por el contrario, la mayoría de los anticuerpos reconocen un epítopo conformacional que tiene una forma tridimensional específica y su estructura proteica. 
Un antígeno es cualquier sustancia que el sistema inmunológico puede reconocer como extraña y que provoca una respuesta inmunitaria. Dado que los antígenos suelen ser proteínas que son demasiado grandes para unirse en su conjunto a cualquier receptor, solo los segmentos específicos que forman el antígeno se unen a un anticuerpo específico. Dichos segmentos se denominan epítopos. Asimismo, solo el paratopo del anticuerpo entra en contacto con el epítopo. 
Las proteínas se componen de subunidades repetidas que contienen nitrógeno llamadas aminoácidos. La secuencia lineal de aminoácidos que componen una proteína se denomina estructura primaria, que normalmente no se presenta como una línea simple de proteínas secuenciales (como un nudo, en lugar de una cuerda recta). Pero, cuando un antígeno se descompone en un lisosoma, produce pequeños péptidos, que pueden reconocerse a través de los aminoácidos que se encuentran continuamente en una línea y, por lo tanto, se denominan epítopos lineales.

## Significado
Al realizar ensayos moleculares que implican el uso de anticuerpos, como en el Western blot, inmunohistoquímica y ELISA, se deben elegir cuidadosamente anticuerpos que reconozcan epítopos lineales o conformacionales.
Por ejemplo, si una muestra de proteína se hierve, se trata con beta-mercaptoetanol y se procesa en SDS-PAGE para la transferencia Western, las proteínas se desnaturalizan esencialmente y, por lo tanto, no pueden asumir sus conformaciones tridimensionales naturales. Por tanto, los anticuerpos que reconocen epítopos lineales en lugar de epítopos conformacionales se eligen para la inmunodetección. Por el contrario, en inmunohistoquímica donde se conserva la estructura de la proteína, se prefieren los anticuerpos que reconocen los epítopos conformacionales.